# Шаховское благочиние
Шаховское благочиние — округ Одинцовской епархии Русской православной церкви, объединяющий приходы в пределах городского округа Шаховская Московской области.
В округе 10 приходов. Благочинный округа — протоиерей Александр Ковтун, настоятель Всехсвятского храма поселка Шаховская.

## Храмы благочиния

### селоБелая Колпь
- церковь Андрея Стратилата

### деревняБухолово
- церковь Рождества Богородицы
- часовня благоверного князя Александра Невского

### деревняВолочаново
- Церковь Воскресения словущего

Кирпичный однокупольный храм в стиле ампир, с боковыми притворами, небольшой трапезной и колокольней. Был выстроен в 1825—1829 гг. на средства графа С. В. Шереметева. Приделы в трапезной Сергиевский и Никольский. С 1890 по 1930 настоятелем храма был священномученик Алексей Семёнович Никологорский (расстрелян 14/27 ноября 1937). После его ареста в 1930 году и ссылки храм был закрыт не позже 1930-х, венчания сломаны, окружён пристройками. До 1980-х был занят молокозаводом, в настоящее время заброшен, перекрытия обрушились. В 2000-е годы в селе поставлена часовня сщмч. Алексия Никологорского.

### деревняГородково
- церковь Сергия Радонежского

Церковь в честь обретения мощей прп. Сергия Радонежского построена в 1892—1894 гг. по проекту арх. Н. П. Маркова. Другие названия — Церковь Михаила Архангела в Городково, Архангельская церковь, Михаилоархангельская церковь, Михайловская церковь, Сергиевская церковь.
В 1863 году крестьяне Городково и окрестных деревень подавали прошение на имя митрополита Филарета о дозволении постройки церкви. В ноябре 1869 года такое разрешение было получено. В 1871 году в Городково была перенесена деревянная церковь из села Ивойлово Волоколамского уезда и собрана заново на деньги купца Тихона Яковлевича Львова.
Клировая ведомость 1877 года сообщает: «Церковь Архистратига Михаила в Городкове зданием деревянная, с такой же колокольней. Престол один». Краснокирпичная церковь построена по проекту архитектора Н. П. Маркова. Архитектор Марков Николай Петрович в 1881 окончил МУЖВЗ со званием художника архитектуры. Церковь возведена в 1892—1894 гг.. на средства прихожан и купца Т. И. Трошина. Главный престол Михаило-Архангельский. Внутреннее убранство в основном утрачено. Кирпичный четырёхстолпный однокупольный храм в русском стиле с шатровой колокольней и шатровым куполом. Имелись два придела, в том числе Казанский. После росписи стен церковь вторично освящена в 1913 году (сохранились фрагменты фресок. Храм был закрыт в 1930 году, в нём размещен колхозный склад. Во время оккупации 1941—1942 года церковь использовалась фашистами как место сбора молодёжи перед отправкой в Германию.
В 2000 году была воссоздана община и зарегистрирована в Минюсте 15 сентября 2000 года. Курировали работу общины: Иеромонах Андрей Боцаценко настоятель Крестильного деревянного храма Новомучеников и исповедников Российских в п. Шаховская и Протоиерей Алексей Русин настоятель Церкви Нерукотворного образа Спасителя в с. Ивашково (Шаховское благочиние Московской епархии Русской Православной Церкви). Храм зарегистрирован как Сергиевский, ремонт не начат. В настоящее время находится в аварийном состоянии.

### селоИвашково
- Церковь Спаса Нерукотворного образа

### деревняПанюково
- Рождества Богородицы

### селоПески
- Сретенская церковь

### селоРаменье
- церковь Иоанна Предтечи

### деревняЧерленково
- Никольская церковь

### посёлокШаховская
- церковь Всех Святых
- крестильный храм Новомучеников и исповедников Российских

## Канцелярия благочиния
Московская область, городской округ Шаховская, село Раменье, ул. Колхозная 2А. Телефон: 8-926-702-53-10